# Mark Webber
Mark Alan Webber (Queanbeyan, 27 de agosto de 1976) é um automobilista australiano que participou do campeonato mundial de Fórmula 1, e em 2014 participou do Campeonato Mundial de Endurance da FIA.

## Carreira
Ao final de 1995, Webber deixou a Austrália após competir no kart e no campeonato australiano de Fórmula Ford. No mesmo ano fez sua estreia internacional na Formula Ford Festival em Brands Hatch, Inglaterra, onde chegou em terceiro pela equipe Van Diemen.
Em 1996 conquistou quatro vitórias no Campeonato Britânico de Fórmula Ford, terminando a classificação em segundo lugar. No mesmo ano venceu a Formula Ford Festival e a corrida de Spa-Francorchamps pela Formula Ford Euro Cup (terminando o campeonato em terceiro, apesar de competir em apenas duas das três provas).
Em 1997, passou a correr pela Fórmula 3 Inglesa.
Na famosa corrida das 24 Horas de Le Mans 1999 pilotou a Mercedes CLR, disputando a corrida pela classe LMGTP. Porém devido a falhas aerodinâmicas no carro, Webber teve dois acidentes espetaculares: um durante treino e outro durante a corrida, sendo que o acidente durante a corrida, fez com que o carro de Webber fosse lançado para fora da curva Mulsanne Straight. Após a disputa no Le Mans, Mark Webber foi convidado por Paul Stoddart para participar de uma equipe da Formula 3000, a qual lhe ajudou a ingressar diretamente na Formula 1.

## Fórmula 1
Em 2000, Webber foi piloto de testes da equipe Arrows, pela qual também competia o campeonato europeu de Fórmula 3000.
Em 2001 foi piloto de testes da Benetton, sendo substituído no ano seguinte por Fernando Alonso. Nessa mesma época passou a ser agenciado por Flavio Briatore, que assegurou-lhe junto a Paul Stoddart um contrato para estrear na equipe Minardi em 2002.

### Minardi
Webber fez sua estreia na Fórmula no Grande Prêmio da Austrália de 2002 pela equipe Minardi. Seu contrato inicial era para apenas três corridas, mas foi prorrogado até o final da temporada após conseguir o quinto lugar na sua primeira corrida. Com o fraco desempenho do modelo PS02, esse acabou sendo o melhor resultado do autraliano e da equipe durante toda a temporada.

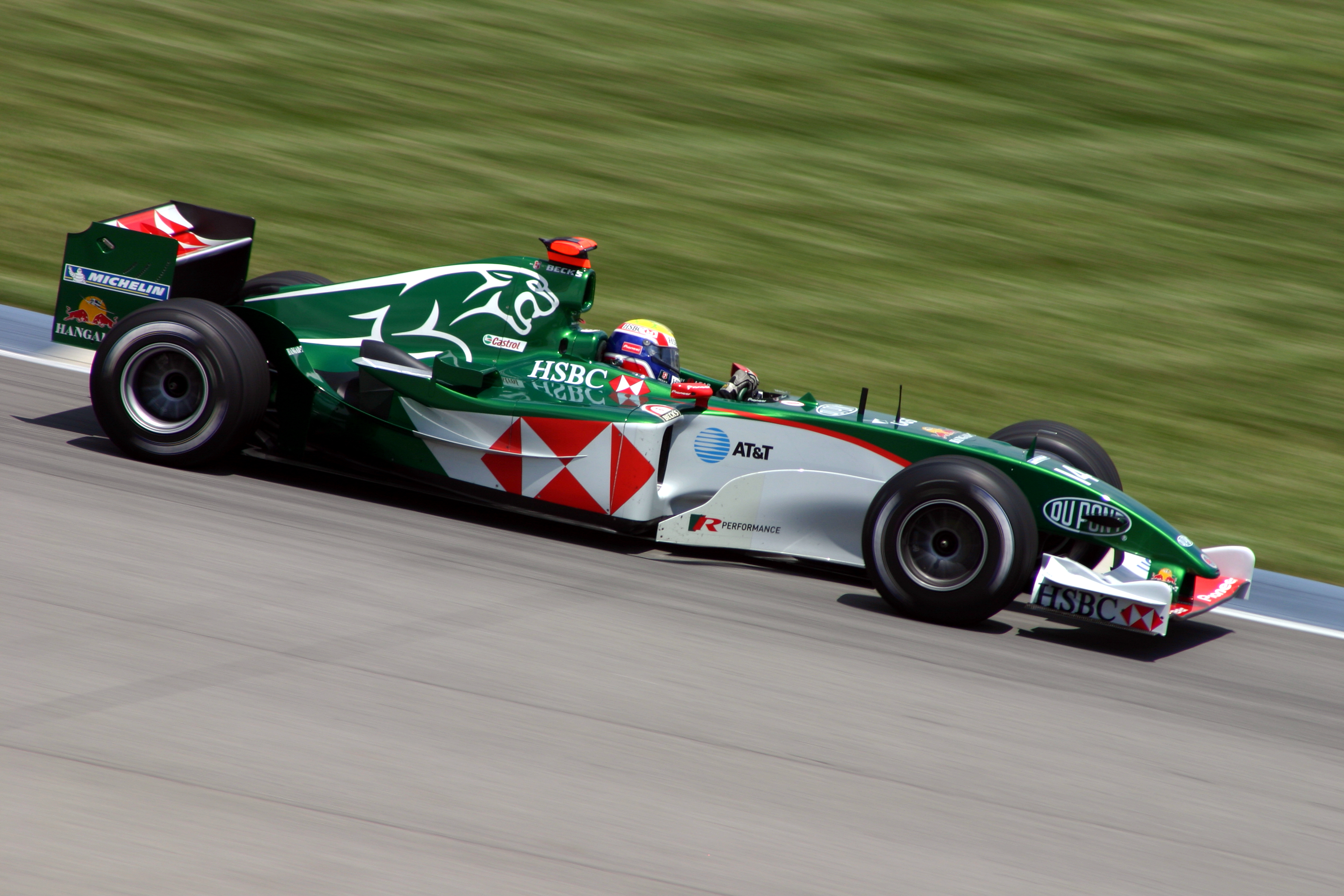
Mark Webber durante o GP dos EUA de 2004 pela extinta equipe Jaguar.

### Jaguar
Em Novembro de 2002, foi anunciado que Webber iria para a equipe Jaguar na temporada seguinte, ao lado do brasileiro Antônio Pizzonia.
Em 2003, correndo pela equipe inglesa, com um carro bastante limitado, conseguiu pontuar em 7 corridas, terminando o campeonado em 10º e sendo eleito pela revista Autosport com o título de "Piloto do ano".

### Williams
Em 2005 correndo pela Williams subiu pela primeira vez ao pódio, em terceiro lugar, no Grande Prêmio de Mônaco e pontuou na maioria dos GPs disputados (10 em 18).
Em 2006, com a saída dos motores BMW da Williams e sem conseguir manter o mesmo rendimento do ano anterior, abandonou a maioria das corridas, pontuando em apenas três etapas durante todo o campeonato.

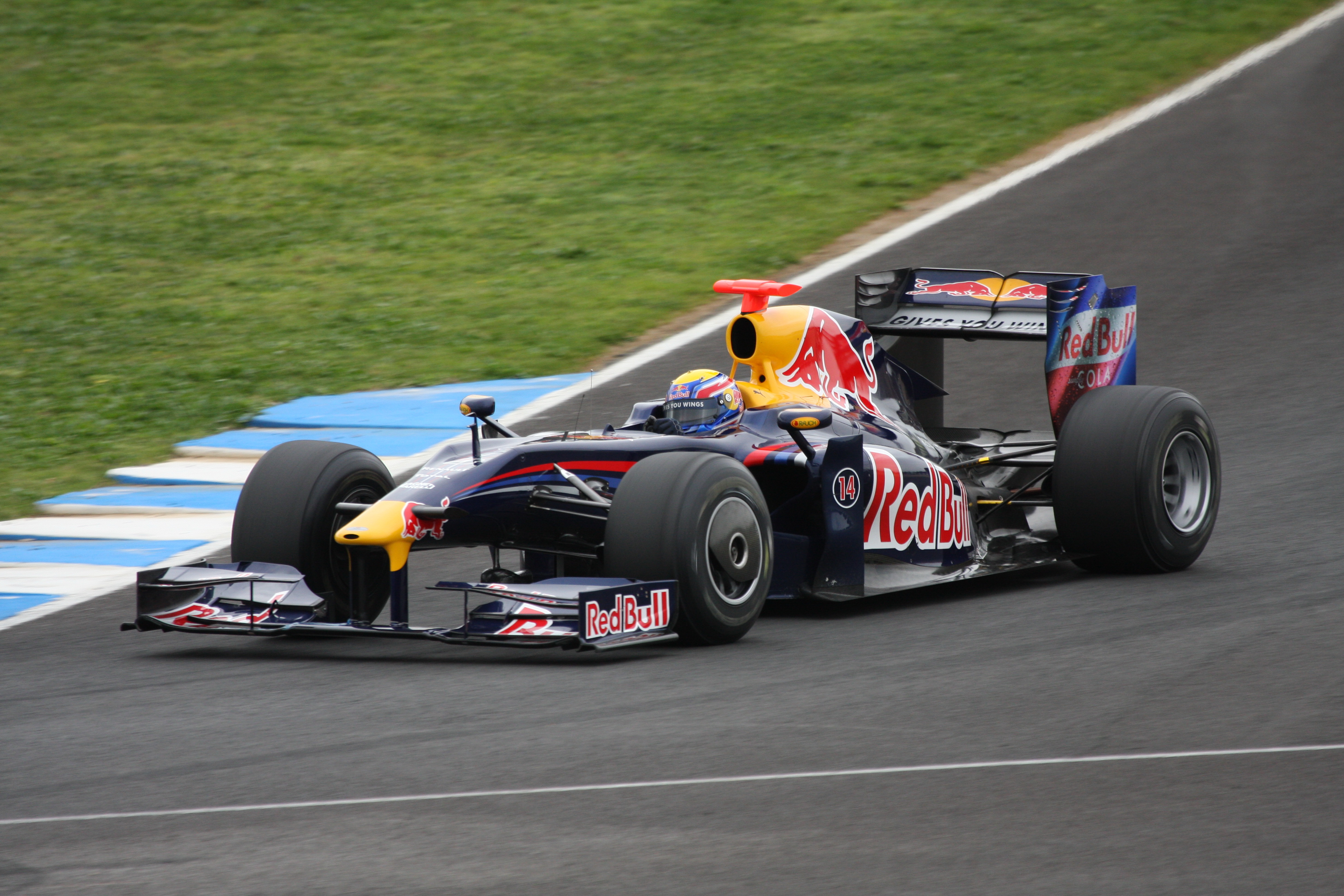
Webber testando em Jerez pela Red Bull em 2009

### Red Bull
Em 2007, pela equipe Red Bull, voltou a subir ao pódio com o terceiro lugar no Grande Prêmio da Europa.
Em 2009 conquistou sua primeira pole position no GP da Alemanha. Em seguida, sua primeira vitória, vinte e oito anos após a última vitória de um australiano: o campeão mundial Alan Jones. Sua segunda vitória foi conquistada na penúltima prova do ano, no Grande Prêmio do Brasil.
Em 2010, no Grande Prêmio da Malásia, o piloto australiano conseguiu a segunda pole position da carreira. No entanto foi ultrapassado pelo companheiro de equipe Sebastian Vettel, terminando a corrida em segundo. No Grande Prêmio da Espanha voltou a conquistar a primeira posição no grid, conquistando também a primeira vitória da temporada. Na etapa seguinte, Grande Prêmio de Mônaco, novamente o australiano conseguiu a pole e a vitória, assumindo a liderança do campeonato. No Grande Prêmio da Turquia, Mark Webber voltou a realizar pole-position, porém durante a corrida, envolveu-se em um polêmico acidente com Sebastian Vettel onde o piloto alemão se enroscou com veículo de Webber em uma ultrapassagem abandonando o GP. Como consequência Mark Webber perdeu duas posições, chegando em 3º lugar.

#### 2012
No treino oficial para o Grande Prêmio de Mônaco, Webber fez o segundo melhor tempo, logo atrás de Michael Schumacher. O alemão, no entanto, recebeu uma punição e perdeu 5 posições no grid de largada. Dessa maneira, Webber herdou a pole position. Webber largou bem e manteve a primeira colocação até o final da prova, conquistando a vitória.
No Grande Prêmio da Inglaterra, ultrapassou o espanhol Fernando Alonso a quatro voltas do fim da corrida, conquistando sua nona vitória na categoria.

#### 2013

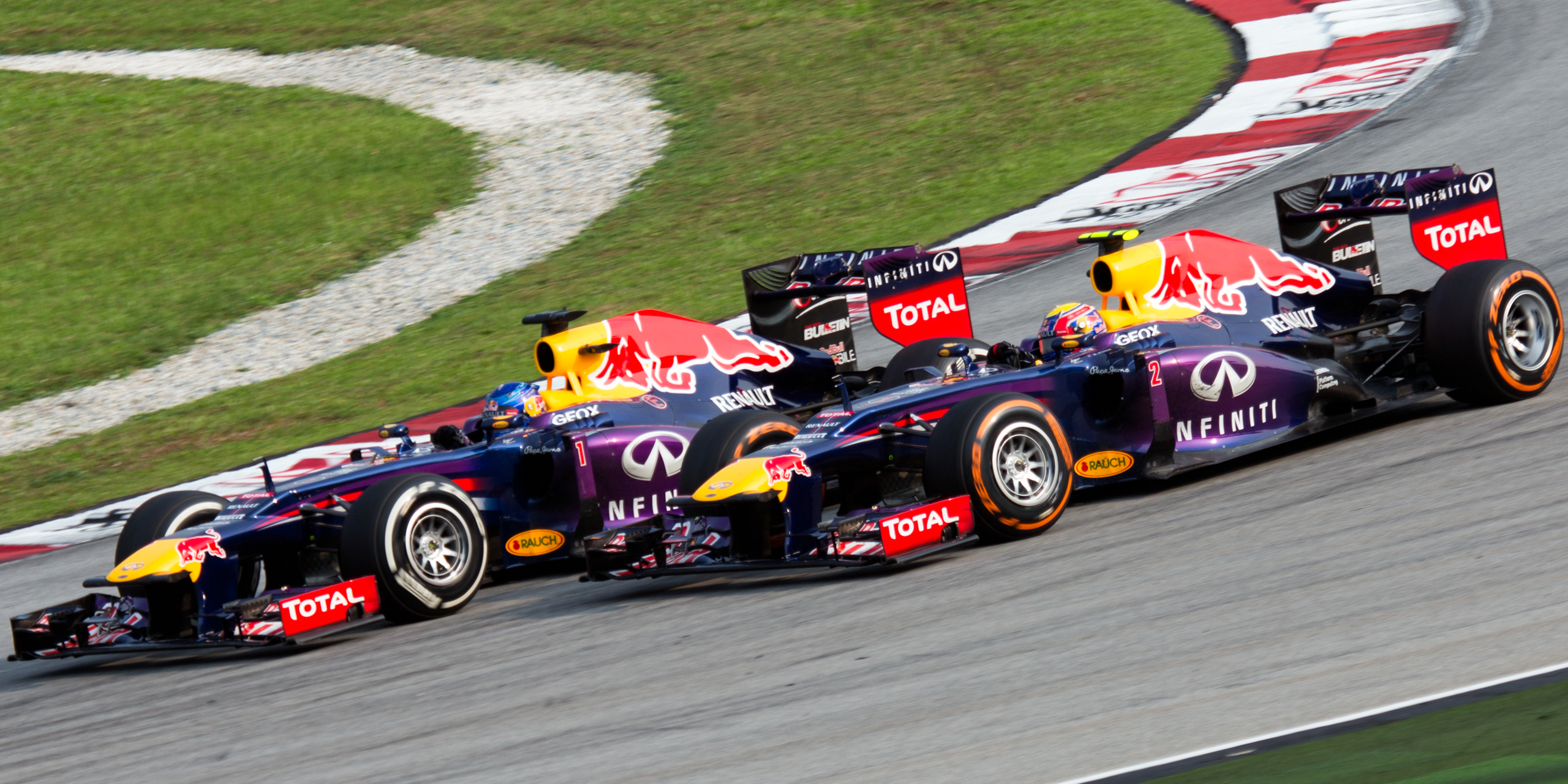
Mark Webber (direita) e Sebastian Vettel (esquerda) na disputa controversa do Grande Prêmio da Malásia de 2013.

Quinta-Feira, 27 de Junho de 2013, Mark Webber anunciou que esta será a sua última temporada na Fórmula 1. O australiano se juntará à Porsche para trabalhar no novo programa esportivo da montadora alemã, que pretende ingressar no Mundial de Endurance a partir de 2014 na categoria de protótipos LMP1, a principal do campeonato. O anúncio de seu desligamento com a categoria não teve influência no polêmico GP da Malásia desta temporada, quando Webber perdeu a vitória ao ser ultrapassado pelo alemão Sebastian Vettel, que desobedeceu as ordens da equipe.

#### 2014 a 2016

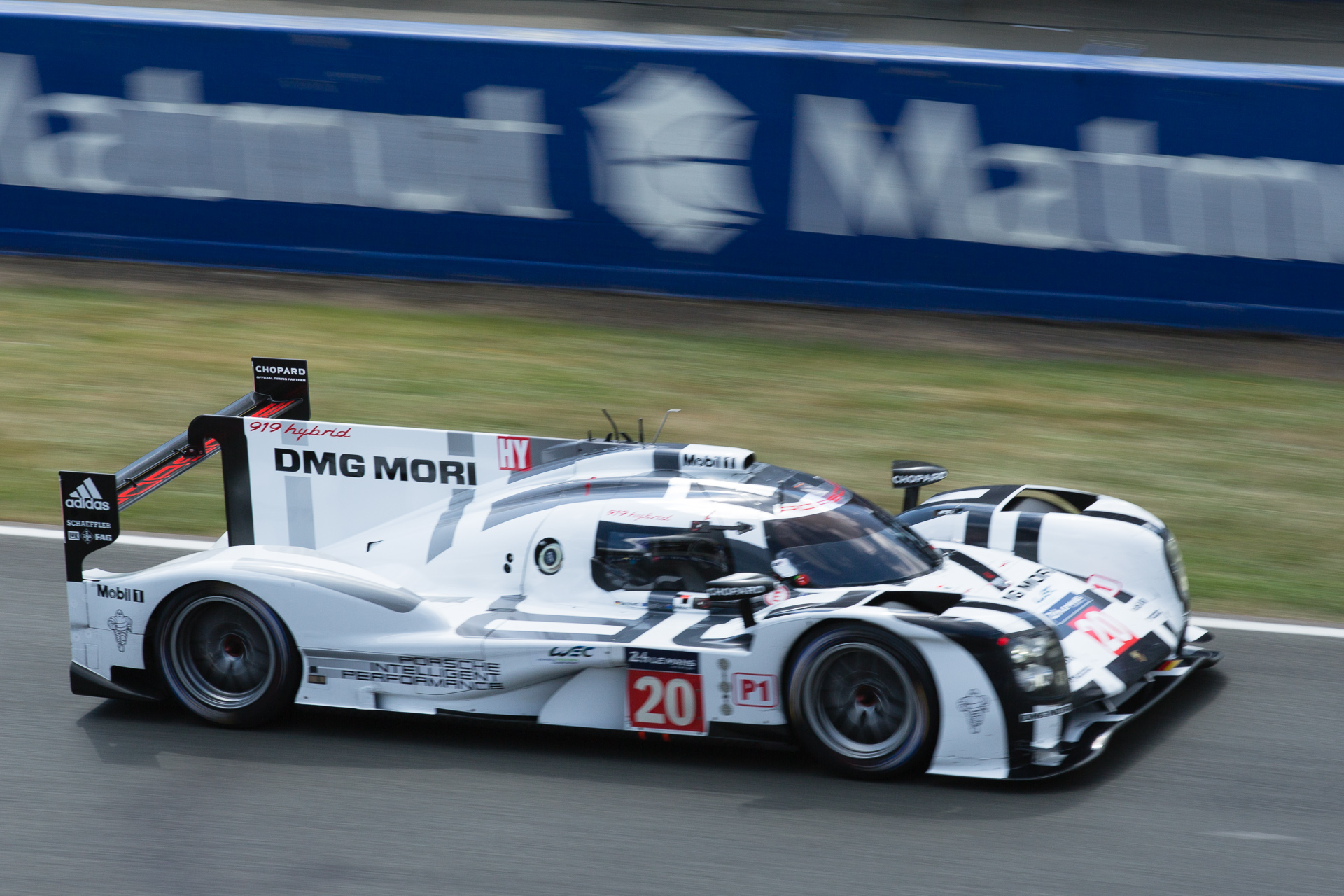
Webber nas 24 Horas de Le Mans de 2014

Em 2013, Webber anunciou seu retorno às corridas de carros esportivos, competindo pela Porsche como um de seus pilotos no Campeonato Mundial de Resistência da FIA 2014, quando a marca voltou à categoria principal de corridas de carros esportivos após uma ausência de 16 anos. Dirigindo o Porsche 919 Hybrid Webber terminou sua primeira corrida no Campeonato Mundial de Resistência em terceiro nas 6 Horas de Silverstone de 2014, duas voltas atrás da Toyota vencedora. Em Le Mans, embora ainda estivesse no final, a equipe estava com trinta e três voltas atrás e, portanto, foi listada como Não Classificada. Mais duas chegadas seguidas em terceiro lugar em Fuji e Barém. Nas 6 horas de São Paulo, o Porsche de Webber conquistou a pole position, mas se envolveu em um forte acidente no final da corrida, enquanto passava pela Ferrari da equipe da 8 Star Motorsports. O carro de Webber se partiu em dois, mas ele evitou ferimentos graves. Webber terminou sua primeira temporada em 9º lugar.
Em novembro de 2015, ele se tornou o campeão mundial na categoria com o carro nº 17, ao lado de Timo Bernhard e Brendon Hartley. O trio correu com o número 1 em seu carro em 2016.
Em 13 de outubro de 2016, Webber anunciou que se aposentaria do volante no final da temporada de 2016, a fim de assumir um papel representativo na Porsche.

## Posição de Chegada em Corridas de Fórmula 1
(Legenda) (Corridas em negrito indica pole position) (Corridas em itálico indica volta mais rápida)
| Ano  | Equipe               | Chassis       | Motor                    | Pneus | 1       | 2       | 3       | 4       | 5       | 6       | 7       | 8       | 9       | 10      | 11      | 12      | 13      | 14      | 15      | 16      | 17      | 18      | 19      | 20    | Pontos | Posição |
| ---- | -------------------- | ------------- | ------------------------ | ----- | ------- | ------- | ------- | ------- | ------- | ------- | ------- | ------- | ------- | ------- | ------- | ------- | ------- | ------- | ------- | ------- | ------- | ------- | ------- | ----- | ------ | ------- |
| 2002 | KL Minardi Asiatech  | Minardi PS02  | Asiatech AT02 3.0 V10    | M     | AUS 5   | MAL Ret | BRA 11  | SMR 11  | ESP DNS | AUT 12  | MON 11  | CAN 11  | EUR 15  | GBR Ret | FRA 8   | ALE Ret | HUN 16  | BEL Ret | ITA Ret | EUA Ret | JAP 10  |         |         |       | 2      | 16º     |
| 2003 | Jaguar Racing        | Jaguar R4     | Cosworth CR-5 3.0 V10    | M     | AUS Ret | MAL Ret | BRA Ret | SMR Ret | ESP 7   | AUT 7   | MON Ret | CAN 7   | EUR 6   | FRA 6   | GBR 14  | ALE 11  | HUN 6   | ITA 7   | EUA Ret | JAP 11  |         |         |         |       | 17     | 10º     |
| 2004 | Jaguar Racing        | Jaguar R5     | Cosworth CR-6 3.0 V10    | M     | AUS Ret | MAL Ret | BAR 8   | SMR 13  | ESP 12  | MON Ret | EUR 7   | CAN Ret | EUA Ret | FRA 9   | GBR 8   | ALE 6   | HUN 10  | BEL Ret | ITA 9   | CHN 10  | JAP Ret | BRA Ret |         |       | 7      | 13º     |
| 2005 | BMW Williams F1 Team | Williams FW27 | BMW P84-5 3.0 V10        | M     | AUS 5   | MAL Ret | BAR 6   | SMR 7   | ESP 6   | MON 3   | EUR Ret | CAN 5   | EUA DNS | FRA 12  | GBR 11  | ALE Ret | HUN 7   | TUR Ret | ITA 14  | BEL 4   | BRA Ret | JAP 4   | CHN 7   |       | 36     | 10º     |
| 2006 | Williams F1 Team     | Williams FW28 | Cosworth CA2006 2.4 V8   | B     | BAR 6   | MAL Ret | AUS Ret | SMR 6   | EUR Ret | ESP 9   | MON Ret | GBR Ret | CAN 12  | EUA Ret | FRA Ret | ALE Ret | HUN Ret | TUR 10  | ITA 10  | CHN 8   | JAP Ret | BRA Ret |         |       | 7      | 14º     |
| 2007 | Red Bull Racing      | Red Bull RB3  | Renault RS27 2.4 V8      | B     | AUS 13  | MAL 10  | BAR Ret | ESP Ret | MON Ret | CAN 9   | EUA 7   | FRA 12  | GBR Ret | EUR 3   | HUN 9   | TUR Ret | ITA 9   | BEL 7   | JAP Ret | CHN 10  | BRA Ret |         |         |       | 10     | 12º'    |
| 2008 | Red Bull Racing      | Red Bull RB4  | Renault RS27 2.4 V8      | B     | AUS Ret | MAL 7   | BAR 7   | ESP 5   | TUR 7   | MON 4   | CAN 12  | FRA 6   | GBR 10  | ALE Ret | HUN 9   | EUR 12  | BEL 8   | ITA 8   | SIN Ret | JAP 8   | CHN 14  | BRA 9   |         |       | 21     | 11º     |
| 2009 | Red Bull Racing      | Red Bull RB5  | Renault RS27 2.4 V8      | B     | AUS 12  | MAL 62  | CHN 2   | BSR 11  | ESP 3   | MON 5   | TUR 2   | GBR 2   | ALE 1   | HUN 3   | EUR 9   | BEL 9   | ITA Ret | SIN Ret | JAP 17  | BRA 1   | ABU 2   |         |         |       | 69.5   | 4º      |
| 2010 | Red Bull Racing      | Red Bull RB6  | Renault RS27-2010 2.4 V8 | B     | BSR 8   | AUS 9   | MAL 2   | CHN 8   | ESP 1   | MON 1   | TUR 3   | CAN 5   | EUR Ret | GBR 1   | ALE 6   | HUN 1   | BEL 2   | ITA 6   | SIN 3   | JAP 2   | COR Ret | BRA 2   | ABU 8   |       | 242    | 3º      |
| 2011 | Red Bull Racing      | Red Bull RB7  | Renault RS27-2011 2.4 V8 | P     | AUS 5   | MAL 4   | CHN 3   | TUR 2   | ESP 4   | MON 4   | CAN 3   | EUR 3   | GBR 3   | ALE 3   | HUN 5   | BEL 2   | ITA Ret | SIN 3   | JAP 4   | COR 3   | IND 4   | ABU 4   | BRA 1   |       | 258    | 3º      |
| 2012 | Red Bull Racing      | Red Bull RB8  | Renault RS27-2012 2.4 V8 | P     | AUS 4   | MAL 4   | CHN 4   | BAR 4   | ESP 11  | MON 1   | CAN 7   | EUR 4   | GBR 1   | ALE 8   | HUN 8   | BEL 6   | ITA 20† | SIN 11  | JAP 9   | COR 2   | IND 3   | ABU Ret | EUA Ret | BRA 4 | 179    | 6º      |
| 2013 | Red Bull Racing      | Red Bull RB9  | Renault RS27-2013 2.4 V8 | P     | AUS 6   | MAL 2   | CHN Ret | BAR 7   | ESP 5   | MON 3   | CAN 4   | GBR 2   | ALE 7   | HUN 4   | BEL 5   | ITA 3   | SIN 15† | COR Ret | JAP 2   | IND Ret | ABU 2   | EUA 3   | BRA 2   |       | 199    | 3º      |

↑  Foi atribuído metade dos pontos, porque o número de voltas não atingiu 75% de sua realização.

## Campeonato Mundial de Endurance da FIA
| Year | Entrant        | Class | Chassis            | Engine                    | 1     | 2      | 3      | 4     | 5     | 6   | 7   | 8   | Pontos | Pos |
| ---- | -------------- | ----- | ------------------ | ------------------------- | ----- | ------ | ------ | ----- | ----- | --- | --- | --- | ------ | --- |
| 2014 | Porsche Racing | LMP1  | Porsche 919 Hybrid | Porsche 2.0 L V4 (Hybrid) | GBR 3 | BEL 12 | FRA NC | EUA 5 | JAP 3 | CHN | BAR | BRA | 40.5   | 10º |

## 24 Horas de Le Mans
| Ano  | Posição | Classe | Nº | Time         | Pilotos                                     | Chassis                      | Pneus | Voltas |
| Ano  | Posição | Classe | Nº | Time         | Pilotos                                     | Motor                        | Pneus | Voltas |
| ---- | ------- | ------ | -- | ------------ | ------------------------------------------- | ---------------------------- | ----- | ------ |
| 1999 | DNS     | LMGTP  | 4  | AMG-Mercedes | Mark Webber Jean-Marc Gounon Marcel Tiemann | Mercedes-Benz CLR            | B     | -      |
| 1999 | DNS     | LMGTP  | 4  | AMG-Mercedes | Mark Webber Jean-Marc Gounon Marcel Tiemann | Mercedes-Benz GT108C 5.7L V8 | B     | -      |
| 1998 | 46 DNF  | GT1    | 35 | AMG-Mercedes | Bernd Schneider Mark Webber Klaus Ludwig    | Mercedes-Benz CLK-LM         | B     | 19     |
| 1998 | 46 DNF  | GT1    | 35 | AMG-Mercedes | Bernd Schneider Mark Webber Klaus Ludwig    | Mercedes-Benz M119 5.0L V8   | B     | 19     |